# Galantamine
La galantamine est un parasympathomimétique indirect appartenant à la classe thérapeutique des inhibiteurs de la cholinestérase. Elle n'appartient pas à la famille des stigmines.

## Mode d'action
La galantamine inhibe de façon réversible et compétitive l'acétylcholinestérase. Elle potentialise l'action de l'acétylcholine en empêchant sa dégradation dans la fente synaptique. Elle a donc une action parasympathomimétique indirecte puisqu'elle potentialise l'action du système nerveux parasympathique tout en ne se fixant pas aux récepteurs membranaires.

## Usage thérapeutique
La galantamine, commercialisée sous le nom de Réminyl par le laboratoire Janssen Cilag, est utilisée pour traiter les formes légères à modérées de la maladie d'Alzheimer en en améliorant les symptômes mais pas la dégradation des fonctions supérieures. Elle est disponible sous plusieurs formes et dosages :
- Réminyl® 4 mg·mL-1 en solution buvable ;
- Réminyl® 4 mg en comprimé pelliculé ;
- Réminyl® 8 mg en comprimé pelliculé ;
- Réminyl® 12 mg en comprimé pelliculé ;
- Réminyl LP® 8 mg en gélule à libération prolongée ;
- Réminyl LP® 16 mg en gélule à libération prolongée ;
- Réminyl LP® 24 mg en gélule à libération prolongée.

Il est disponible également, aux États-Unis, en tant que complément alimentaire.

## Effets secondaires
- Nausées et vomissements (activation muscarinique), notamment chez la femme.
- Troubles digestifs (augmentation du péristaltisme intestinal conduisant à des diarrhées).
- Douleurs abdominales, consécutives aux crampes musculaires intestinales.
- Céphalées.
- Fatigue et somnolence.

D'après la revue indépendante Prescrire, le rapport bénéfice-risque est défavorable.